# Niqqud
En l'ortografia hebrea els niqqud (en hebreu נִיקּוּד, hebreu bíblic נְקֻדּוֹת) són els signes diacrítics que assenyalen les vocals en l'alfabet hebreu. Durant els inicis de l'edat mitjana es desenvoluparen molts sistemes ortogràfics per representar les vocals hebrees, però el que més es difongué, i l'únic que encara es fa servir de manera significativa, fou creat pels masoretes de Tiberíades durant la segona meitat del primer mil·lenni a Israel.

## Signes dels niqqud
Aquesta taula fa servir la consonant ב com a lletra de base per mostrar el posicionament i la forma dels niqqud vocàlics, i la seva interpretació fonètica en funció de les possibles semiconsonants (א aleph, ה hé, ו waw o י yodh) que poden anar a continuació. Cal remarcar que de vegades hi ha, en funció del dialecte o de la tradició, diferències de pronunciació. Aquesta taula dona la transcripció més comuna, la que es fa servir a Israel, que és per exemple diferent de la pronunciació asquenazita.
D'altra banda, al començament de la taula hi ha presència dels niqqud consonàntics (els dageshim, que precisen la lectura de les consonants ש o ב).
| Símbol   | Lectura hebraica tiberiana | Lectura hebraica tiberiana | Lectura hebraica tiberiana               | Lectura hebraica estàndard | Lectura hebraica estàndard | Lectura hebraica estàndard |
| Símbol   | nom hebreu                 | nom llatí                  | Transliteració                           | nom hebreu                 | nom llatí | Transliteració |
| -------- | -------------------------- | -------------------------- | ---------------------------------------- | -------------------------- | --- | --- |
| שׁ        | ?                          | šin dot                    |                                          | שִׁנדוֹת                      | šindout, més sovint shin dot o chine dot | No és tècnicament una vocal. Modifica ש de manera que s'ha de transliterar š (API /ʃ/).                                        |
| שׂ        | ?                          | śin dot                    |                                          | ?                          | śin, més sovint sin o zhine | No és tècnicament una vocal. Modifica ש de manera que s'ha de transliterar ś (API /ɬ/).                                        |
| בּ        | דגש                        | dāḡēš                      |                                          | דגש                        | dageš, més sovint dagueix | No és tècnicament una vocal. Fa doble una consonant que modifica (geminació), o la fa oclusiva. El resultat pot ser una vocal. |
| בְ        | שוא                        | šəwâ                       | Transliterat ə (API /ə/ o muda)          | שווא                       | šəva, més sovint schwa. | Transliterat ə (API /ə/ o muda), més sovint transliterat e, o com un apòstrof ’, fins i tot no s'escriu                        |
| חֱ        | חטף סגול                   | ḥăṭep̄ səḡôl                | Transliterat ĕ (API /ɛ/)                 | חטף סגול                   | ḥataf seggol, més sovint chataf segol o segol réduit | Transliterat e (API /e/) |
| חֲ        | חטף פתח                    | ḥăṭep̄ páṯaḥ                | Transliterat ă (API /a/)                 | חטף פתח                    | ḥataf pátaḥ, més sovint chataf pátach o patach réduit | Transliterat a (API /a/) |
| חֳ        | חטף קמץ                    | ḥăṭep̄ qāmeṣ                | Transliterat ŏ (API /ɔ/)                 | חטף קמץ                    | ḥataf qamaẓ, més sovint chataf kamatz o qamets réduit | Transliterat o (API /o/) |
| בִ        | חירק                       | ḥîreq                      | Transliterat i (API /i/) o í (API /iː/)  | חיריק                      | ḥiriq, més sovint chirik o hiriq | Transliterat i (API /i/) |
| בִי       | חירק מלא                   | ḥîreq mālê                 | Transliterat î (API /iː/)                | חיריק מלא                  | ḥiriq male, més sovint chirik malei o hiriq yodh | Transliterat i (API /i/) |
| בֵ        | צרי                        | ṣērê                       | Transliterat ē (API /eː/)                | צירי                       | ẓere, més sovint tzeirei | Transliterat e (API /e/) |
| בֵא בֵה בֵי | צרי מלא                    | ṣērê mālê                  | Transliterat ê (API /eː/)                | צירי מלא                   | ẓere male, més sovint tzeirei malei o tsere yodh | Transliterat e (API /e/), més sovint ei (API /ei/)                                                                             |
| בֶ        | סגול                       | səḡôl                      | Transliterat e (API /ɛ/) o é (API /ɛː/)  | סגול                       | seggol, més sovint segol o seghol | Transliterat e (API /e/) |
| בֶא בֶה בֶי | סגול מלא                   | səḡôl mālê                 | Transliterat ệ (API /ɛː/)                | סגול מלא                   | seggol male, més sovint segol malei, o seghol yodh | Transliterat e (API /e/), però amb י més sovint ei (API /ei/)                                                                  |
| בַ        | פתח                        | páṯaḥ                      | Transliterat a (API /a/) o á (API /aː/)  | פתח                        | pátaḥ, més sovint pátach | Transliterat a (API /a/) |
| בַה בַא    | פתח מלא                    | páṯaḥ mālê                 | Transliterat ậ (API /aː/)                | פתח מלא                    | pátaḥ male, més sovint pátach malei | Transliterat a (API /a/) |
| בָ ֽבָ      | קמץ גדול                   | qāmeṣ gāḏôl                | Transliterat ā (API /ɔː/)                | קמץ גדול                   | qamaẓ gadol, més sovint kamatz gadol, de vegades anomenat qamets (de vegades marcat amb un metheg a esquerra del kamatz), per distingir-lo de kamatz katan | Transliterat a (API /a/) |
| בָא בָה    | קמץ מלא                    | qāmeṣ mālê                 | Transliterat â (API /ɔː/)                | קמץ מלא                    | qamaẓ male, més sovint kamatz malei o qamets he | Transliterat a (API /a/) |
| בָ        | קמץ קטן                    | qāmeṣ qāṭān                | Transliterat o (API /ɔ/)                 | קמץ קטן                    | qamaẓ qatan, més sovint kamatz katan o qamets hatuf (sovint es reemplaça per cholam malei en israelià)                                                     | Transliterat o (API /o/) |
| בֹ        | חלם                        | ḥōlem                      | Transliterat ō (API /oː/)                | חולם                       | ḥolam, més sovint cholam (sovint es reemplaça per cholam malei en israelià)                                                                                | Transliterat o (API /o/) |
| בֹא בֹה בוֹ | חלם מלא                    | ḥōlem mālê                 | Transliterat ô (API /oː/)                | חולם מלא                   | ḥolam male, més sovint cholam malei | Transliterat o (API /o/) |
| בֻ        | קבוץ                       | qibbûṣ                     | Transliterat u (API /u/) o ú (API /uː/). | קובוץ                      | qubbuẓ, més sovint kubutz (sovint es reemplaça per shuruk en israelià)                                                                                     | Transliterat u (API /u/) |
| בוּ       | שורק                       | šûreq                      | Transliterat û (API /uː/)                | שורוק                      | šuruq, més sovint shuruk o churuq | Transliterat u (API /u/) |